# 第122師団 (日本軍)
第122師団（だいひゃくにじゅうにしだん）は、大日本帝国陸軍の師団の一つ。

## 沿革
太平洋戦争末期、多くの師団が満州から南方戦線と本土決戦準備に転用されたことに伴い、満州防備強化を目的として1945年（昭和20年）1月16日に軍令陸甲下令により、第121・第122・第123・第124・第125・第126・第127・第128師団の8個師団の編成が発令された。
第122師団は、第11師団が満州から四国に転用されたため、牡丹江省興隆において第11師団の残留者と第4国境守備隊を基幹に編成された。同年3月30日に編成を完結し第1方面軍の直轄兵団に編入され牡丹江一帯で満州東部の国境警備に当る。
同年8月9日、ソ連対日参戦により侵攻してきたソ連軍と交戦し、8月17日に停戦命令を受領した。

## 師団概要

### 歴代師団長
- 赤鹿理 中将：1945年（昭和20年）1月20日[3] - 入「ソ」

### 参謀長
- 岩元議秀[4] 中佐：1945年（昭和20年）1月25日[5] - 入「ソ」。3月1日、任陸軍大佐[6]

### 最終所属部隊
- 歩兵第265連隊[7]（東京）：出村耐造大佐（1945年（昭和20年）3月10日[8] - 入「ソ」）
- 歩兵第266連隊[9]（甲府）：柏木求馬大佐（1945年（昭和20年）3月10日[10] - 入「ソ」）
- 歩兵第267連隊[11]（佐倉）：杉村南平中佐（1945年（昭和20年）3月10日[12] - 入「ソ」）。6月10日、任陸軍大佐[13]
- 第122師団挺進大隊[14]：齋藤喜一少佐
- 第122師団制毒隊[15]：
- 野砲兵第124連隊[16]：瀧波幸助中佐（1945年（昭和20年）2月12日[17] - 入「ソ」）。6月10日、任陸軍大佐[18]
- 工兵第122連隊[19]：澁谷勇雄少佐（1945年（昭和20年）2月12日[20] - 入「ソ」）
- 第122師団通信隊[21]：藤田喜代馬少佐
- 輜重兵第122連隊[22]：田中剛一少佐（1945年（昭和20年）2月12日[23] - 入「ソ」）
- 第122師団兵器勤務隊[24]：兼田達郎中尉
- 第122師団衛生隊[25]：荒川大尉
- 第122師団第1野戦病院[26]：
- 第122師団第2野戦病院[27]：
- 第122師団第4野戦病院[28]：
- 第122師団病馬廠[29]：木下昇獣医大尉
- 第122師団防疫給水部[30]：